# Physique du billard

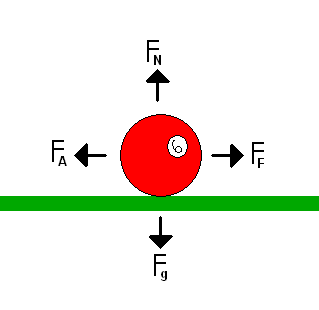
Diagramme de forces d'une bille

La physique du billard est l'étude du tir, de la trajectoire des billes de billard et de leurs collisions pour mieux maîtriser et pratiquer ce sport. Le billard est un jeu ancien datant du XVe siècle. Il y a plusieurs types de jeux de billards qui se jouent avec au moins deux joueurs. Ces jeux se déroulent pour des raisons de loisirs ainsi qu’à des niveaux très compétitifs. En analysant le billard, on apprend qu’il y a plusieurs aspects de physique qui jouent des rôles importants dans le jeu.

## Le tir
Durant le tir, la queue frappe la bille blanche immobile dans le but que celle-ci frappe une autre bille pour l'envoyer dans une poche. Ceci est un système de référentiel inertiel, puisque les billes sont immobiles jusqu’à ce qu’il y ait une force externe qui s’exerce sur elles. Lorsque la queue frappe la bille blanche, on peut voir les deux premières lois de Newton en action. La première loi est démontrée lorsque la bille blanche est immobile sur la table, puisqu’il n’y a pas de forces extérieures qui s’appliquent sur la bille. La deuxième loi est démontrée lorsque la bille blanche initialement immobile subit une accélération après avoir été frappée par la force de la queue. Cette force est proportionnelle à la masse de la queue et son accélération peut être représentée par la formule :
{\displaystyle F=ma}
Ceci veut donc dire que si on veut augmenter l’accélération résultante de la bille, il faut augmenter l’accélération de la queue avec laquelle on frappe la bille, puisque la masse de la queue est constante.

## Les billes en mouvement
Lorsque les billes sont en mouvement sur la table, la laine tendue qui recouvre la table sert à ralentir les billes. En dépit du fait que les billes sont sphériques et très lisses, la laine tendue exerce de la résistance sous forme de frottement. Ceci évite que les billes ne voyagent trop vite et sortent de la surface du jeu. La force de frottement de la laine dépend de son coefficient de frottement et de la force normale de la bille. Ceci peut être représenté par la formule :
{\displaystyle F_{F}=\mu F_{N}}
Le frottement de l’air joue lui aussi un rôle, mais celui-ci est plutôt minime.

## Les collisions

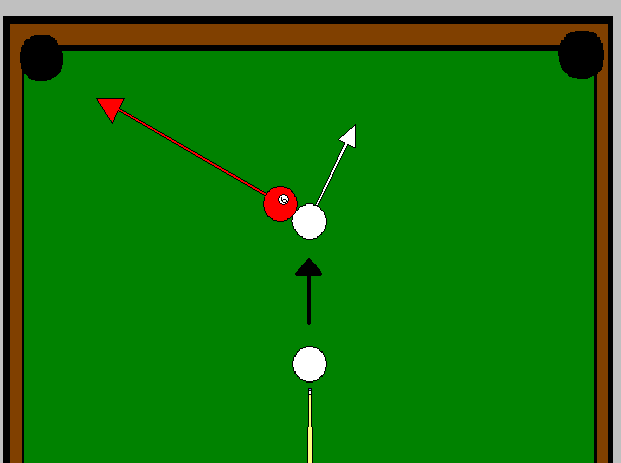
Exemple d'une collision dans un jeu de billard

Les collisions représentent une grande partie du jeu de billard. Ces collisions sont élastiques, puisque l’énergie cinétique est généralement conservée au cours des collisions. Au cours des collisions dans les jeux de billard, la quantité de mouvement est conservée. Puisque,
{\displaystyle P=P{}'}
Il est donc possible de déterminer les vitesses des billes à la suite des collisions par la formule (si la deuxième bille est immobile),
{\displaystyle m_{1}v_{1}=m_{1}v_{1}'+m_{2}v_{2}'}
ou (si les deux billes sont en mouvement),
{\displaystyle m_{1}v_{1}+m_{2}v_{2}=m_{1}v_{1}'+m_{2}v_{2}'}

## Les vecteurs

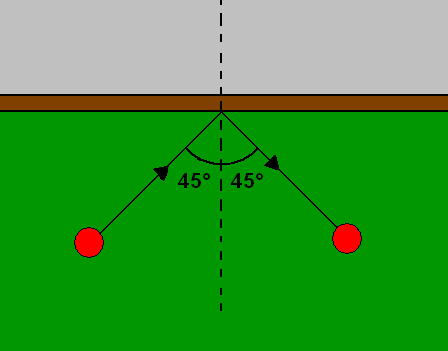
L'effet de reflexion lors d'un rebondissement sur la bande

Les vecteurs jouent un rôle important dans le billard. Étant donné que le but est d’empocher les billes, la vitesse et la direction dans laquelle une bille frappe l’autre va modifier les angles et les vitesses avec lesquels les deux billes vont finir par se diriger. Ceci déterminera si la deuxième bille sera empochée. Voilà pourquoi la position sur la bille cible que l'on frappe avec la bille blanche est très importante parce que c'est ce point de contact qui va décider de la direction résultante de la bille cible et si celle-ci sera empochée. Les vecteurs sont aussi importants lorsqu’on veut faire rebondir une bille. En ce cas, il y a un effet de symétrie par rapport à la perpendiculaire de la bande,. Ceci veut donc dire que si la bille frappe la bande par exemple à un angle de 45 degrés, son angle résultant après le rebondissement sera lui aussi de 45 degrés mais dans le sens opposé.

## La craie
Le bloc de craie, souvent utilisé avant qu’un joueur de billard prenne son tour, est un outil très utile. Appliqué sur le procédé de la queue, il sert à augmenter son coefficient de frottement pour que, si le tir est décentré (cas où la queue ne frappe pas le centre de la bille), il ait encore un contact suffisant avec la bille. La craie sert aussi à améliorer le toucher et la sensation d’un tir.